# یونیون دیپازیت (پنسیلوانیا)
یونیون دیپازیت (به انگلیسی: Union Deposit) یک منطقهٔ مسکونی در ایالات متحده آمریکا است که در Dauphin County واقع شده‌است. یونیون دیپازیت ۰٫۸۱ کیلومتر مربع مساحت و ۴۰۷ نفر جمعیت دارد و ۱۱۸٫۸۷ متر بالاتر از سطح دریا واقع شده‌است.